# Mrs W. J. Grant
ʽMrs W. J. Grant’ (ou ʽBelle Siebrecht’) est un cultivar de rosier obtenu en 1894, et introduit par le rosiériste irlandais Alexander II Dickson et remis au commerce en 1895. Il est issu d'un croisement ʽLa France’ (Guillot, 1867) × ʽLady Mary Fitzwilliam’ (Bennett, 1882). Cette variété est très peu commercialisée aujourd'hui. Ce fut un grand succès du début du XXe siècle au Royaume-Uni et Outre-Atlantique et qui était recommandé pour la fleur coupée.

## Description
Cet hybride de thé présente un petit buisson touffu érigé. Il montre de grandes fleurs roses légèrement corail (couleur dite « rose impérial ») aux revers aux nuances argentées de 8,5 cm, doubles (17-25 pétales) et globuleuses, fleurissant en solitaires ou petits bouquets. Elles sont délicatement parfumées. La floraison est remontante.
Sa zone de rusticité est de 6b à 9b ; il supporte donc les hivers à -15°C si son pied est protégé et résiste à l'oïdium. Il a besoin d'une situation ensoleillée et d'être taillé à la fin de l'hiver.   
Il a donné une mutation grimpante, ʽMistress W. J. Grant Climbing’ (Hill, 1899), devenue rarissime.

## Récompenses

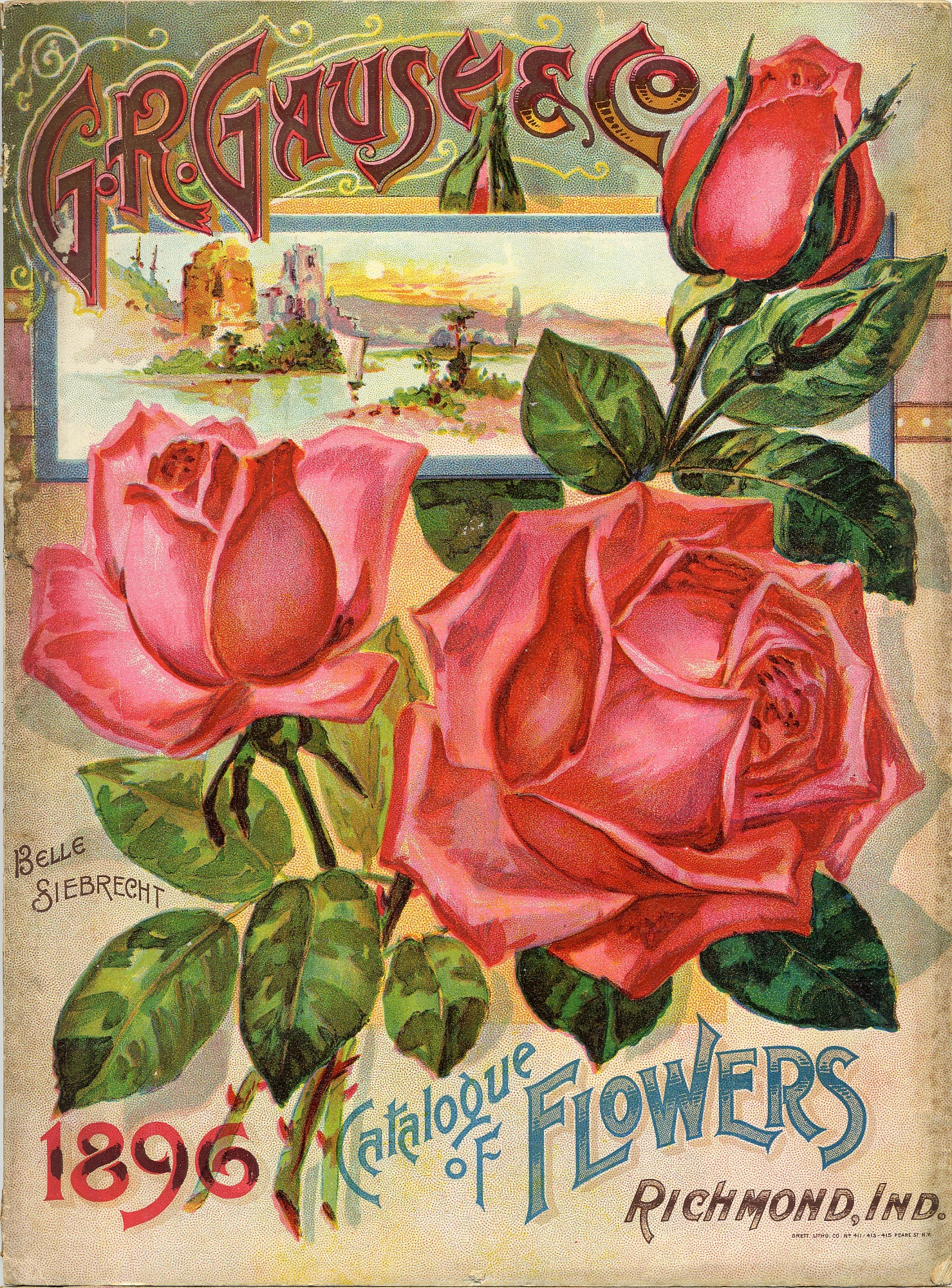
Catalogue américain de 1896 montrant ʽMrs W. J. Grant’ sous le nom de ʽBelle Siebrecht’.

- Médaille d'or de la Royal National Rose Society (1894)